# Winkte
Winkte (también escrito wíŋtke) es la contracción de una antigua palabra siux, winyanktehca, que significa «[quiere] ser como una mujer». Históricamente, los winkte han sido considerados una categoría social de individuos asignados varones al nacer que adoptan la ropa, el trabajo y los gestos que la cultura lakota suele considerar femeninos. En la cultura lakota contemporánea, winkte se usa generalmente para referirse a un hombre homosexual, esté o no conforme con su género. Pueden o no considerarse parte de las comunidades de dos espíritus, gay, LGBT o panindios más convencionales.
Si bien los relatos históricos de su estatus varían, la mayoría de los relatos trataban a los winkte como miembros regulares de la comunidad, y no se encontraban de ninguna manera marginados. Otros relatos consideraban que los winkte eran sagrados, que ocupaban un papel liminal de tercer género en la cultura y nacían para cumplir roles ceremoniales que no podían ser ocupados ni por hombres ni por mujeres. En las comunidades lakota contemporáneas, las actitudes hacia los winkte varían desde la aceptación hasta la homofobia.

## Etimología
Beatrice Medicine escribe:

En mi infancia conocíamos esta categoría social a la que se hacía referencia como winkte. El análisis lingüístico de esta palabra lakota es: 

win — “mujer” 

kte — “ser como” 

kte — “matar” (una forma estructural más profunda) 

El uso vernáculo común era winkte, «quiere ser como una mujer». 

A nosotros, cuando éramos niños, se nos instruyó: «Existen estos individuos, en todos los casos hombres (wicasa). Son diferentes. Son winkte. No se burlen de ellos. También son lakotas», nos decían nuestros padres y abuelos. 